# Hudson Jet
Hudson Jet – samochód osobowy klasy średniej produkowany pod amerykańską marką Hudson w latach 1952–1954. 
Według stosowanej lokalnie amerykańskiej klasyfikacji wielkości samochodów określano go jako samochód kompaktowy. W ciągu trwającej 2 lata produkcji powstało ok. 35 tysięcy sztuk Hudsonów Jet.

## Historia i opis modelu

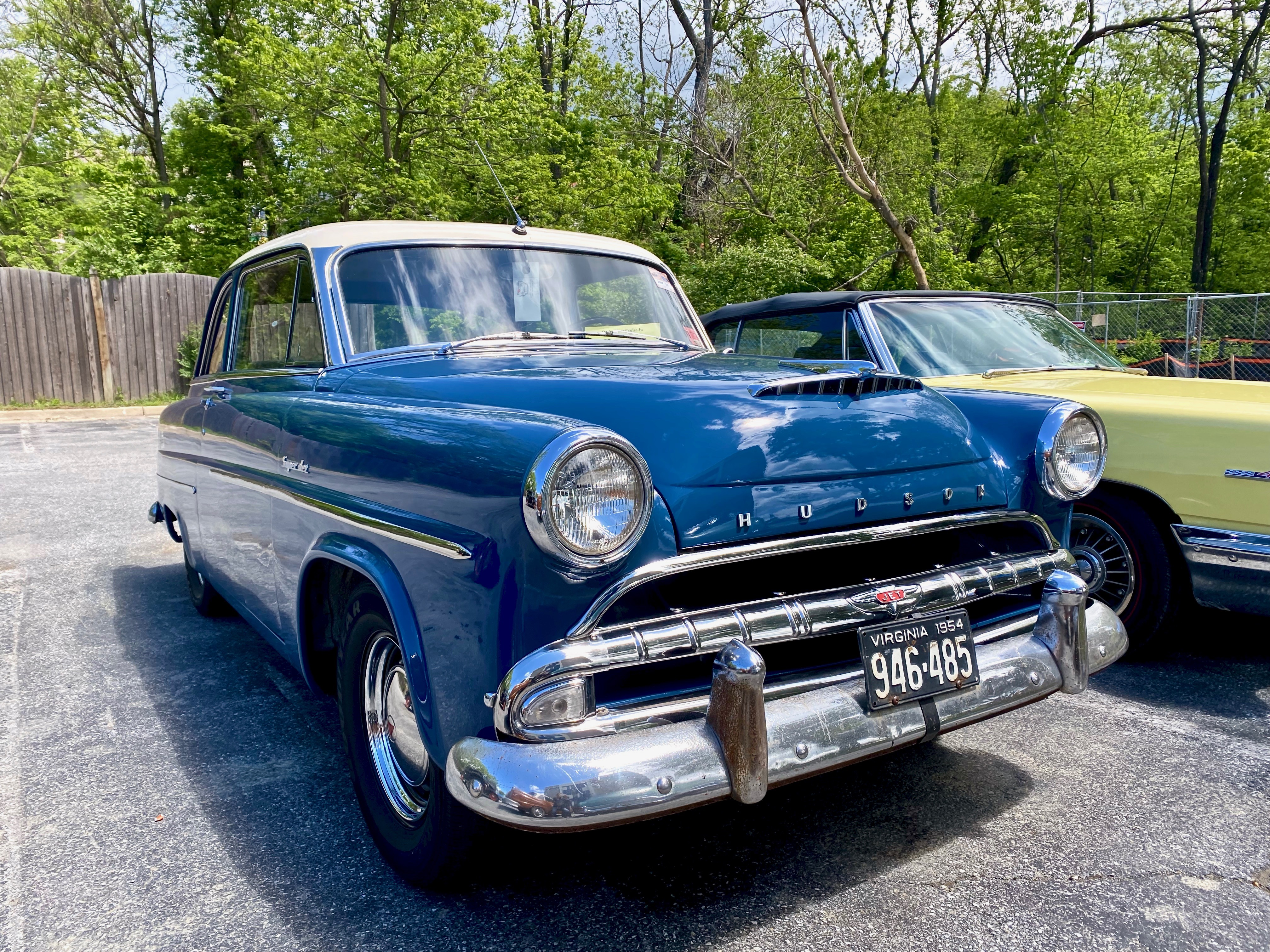
1954 Hudson Super Jet 2-drzwiowy

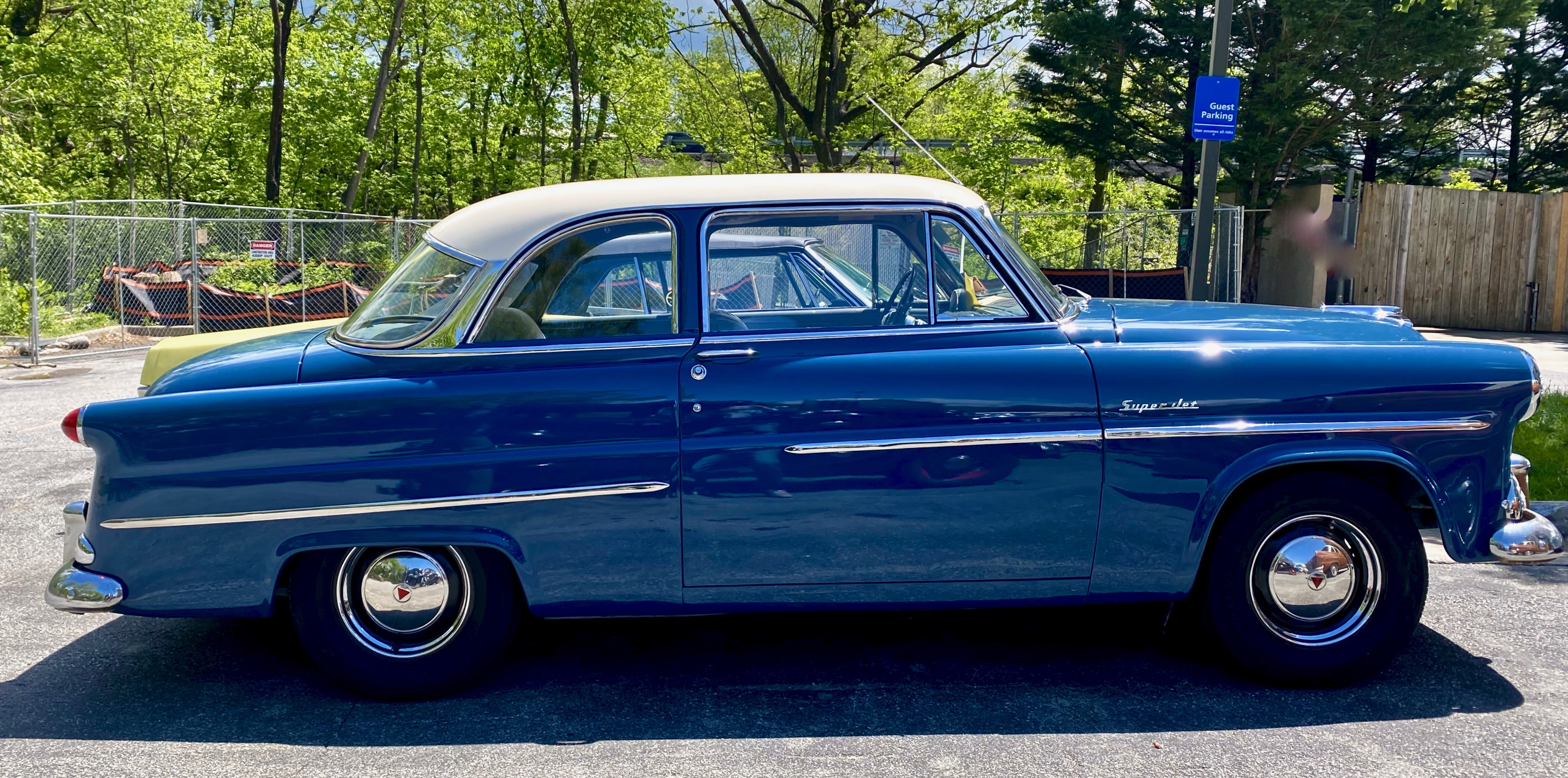
1954 Hudson Super Jet 2-drzwiowy

### Historia
Model Jet powstał na fali rosnącej popularności w USA w latach 50. samochodów określanych jako kompaktowe (compact car), w tym importowanych, mniejszych od dominujących na rynku samochodów pełnowymiarowych. Wprowadzony został na rynek przez firmę Hudson Motor Car w listopadzie 1952 roku, na 1953 rok modelowy. Hudson wiązał z nim nadzieje na poprawę swojej sytuacji finansowej przez wprowadzenie nowoczesnego ekonomicznego samochodu, ale w rzeczywistości sprzedaż nie pokryła wysokich kosztów jego opracowania. Jego stylistyka odpowiadała ówczesnej amerykańskiej modzie i przypominała pomniejszone modele Forda. Nadwozie miało gładkie boki, bez wystających błotników. Wzór atrapy chłodnicy był nowy, z chromowaną trapezową obwódką i grubą poprzeczną belką, w stylu wprowadzonym także na większych Hudsonach w kolejnym roku. Wzorem większych modeli marki wykorzystywał on nadwozie o nowoczesnej konstrukcji samonośnej z integralną ramą, pozwalające na umieszczenie podłogi poniżej podłużnic ramy, co sprawiało, że samochody Hudsona z takim nadwoziem nazwanym step-down miały niższy środek ciężkości od konkurencji stosującej tradycyjne ramy, a przy tym sztywne nadwozie zapewniało bezpieczeństwo. Z rozstawem osi 267 cm (105 cali) Jet plasował się pomiędzy bezpośrednimi konkurentami tej klasy: Nash Rambler (100 cali) i Willys Aero (108 cali). Oferowano z początku nadwozia: 4-drzwiowy sedan oraz 2-drzwiowe coupé, wszystkie sześciomiejscowe, z trzema miejscami na przedniej kanapie. W pierwszym roku oferowano tylko trzy odmiany: coupé Jet i sedan Super Jet. 

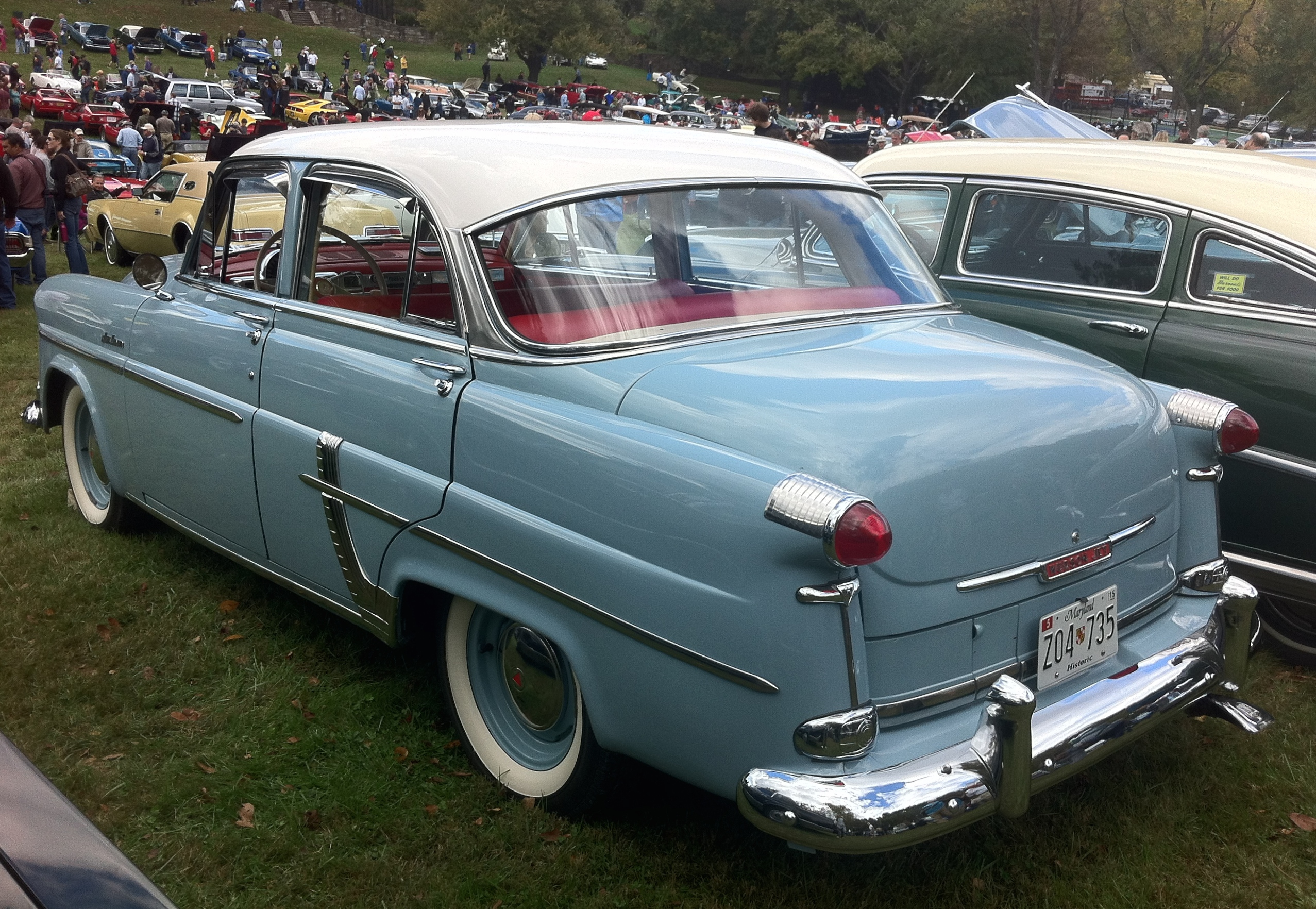
1954 Hudson Jet-Liner 4-d - tył

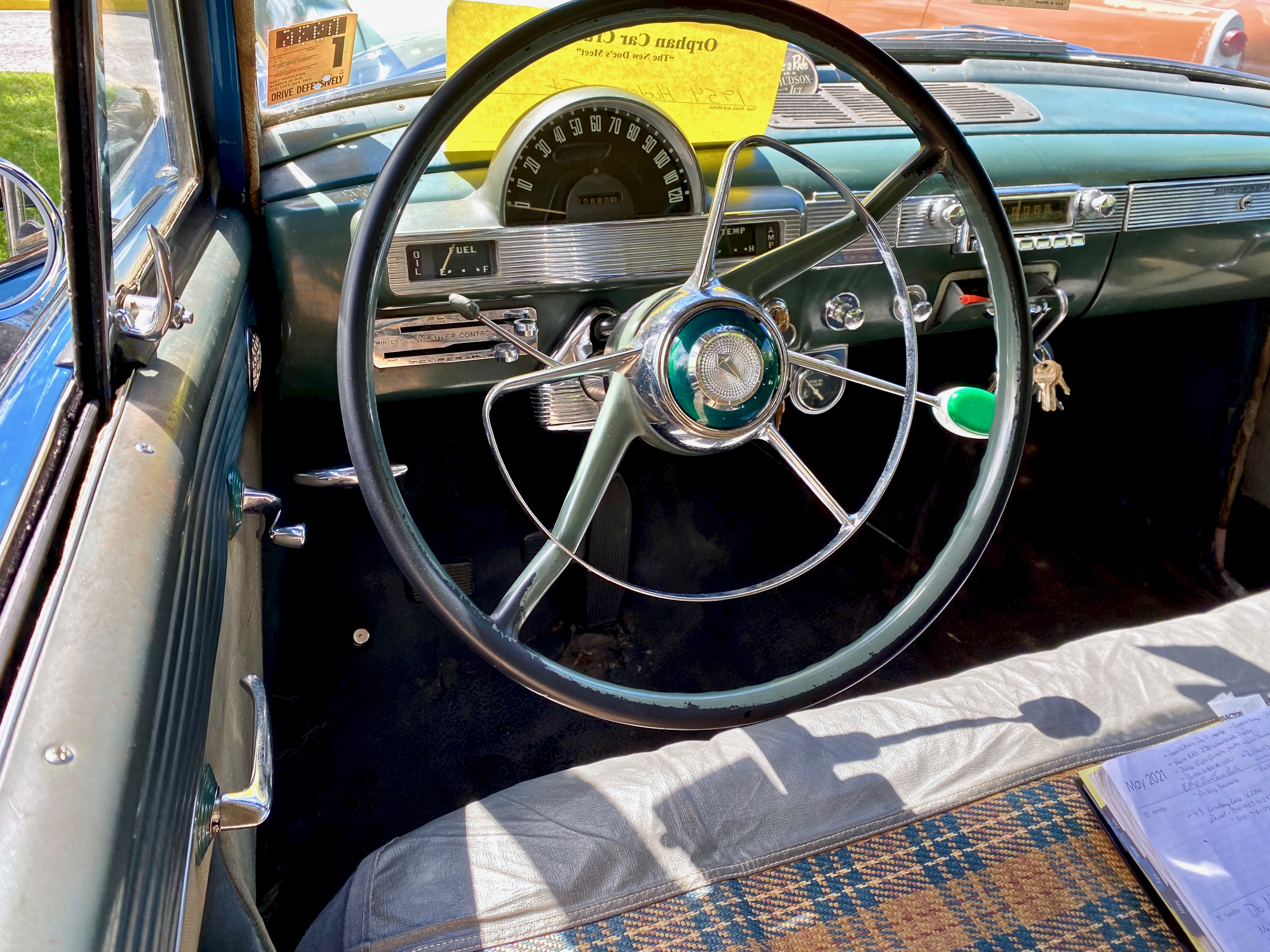
1954 Hudson Super Jet – deska przyrządów

W kolejnym roku modelowym 1954, produkowanym od października 1953 roku, pozostały w ofercie tylko nadwozia sedan 2-drzwiowy i 4-drzwiowy, lecz oferowane były w trzech wersjach wykończenia: podstawowej Jet, lepszej Super Jet i najbogatszej Jet-Liner. Zwiększono o 5 cm miejsce na nogi. Zmiany zewnętrzne były minimalne, główną różnicą było dodanie czterech karbów po każdej stronie poprzecznej belki atrapy chłodnicy. Obie wyższe wersje otrzymały boczne nierdzewne listwy ozdobne. Jet-Liner odznaczał się lepszą tapicerką i dodatkowymi chromowanymi ozdobami, w tym ukośnym panelem na tylnych drzwiach i oprawami tylnych lamp. W kwietniu 1954 roku doszedł najtańszy dwudrzwiowy sedan w zubożonej ekonomicznej wersji Jet Family Club. Zbudowano też przynajmniej jeden prototyp kabrioletu, lecz nie wszedł do produkcji.

### Napęd
Do napędu używano dolnozaworowych silników R6 o pojemności 3,3 litra (202 cale sześcienne), wywodzących się z „obcięcia” dotychczasowego ośmiocylindrowego silnika Hudsona Commodore. Blok silnika wykonany był ze stopu z wysoką zawartością chromu dla wydłużenia żywotności. Silnik osiągał moc 104 KM przy stopniu sprężania 7,5:1 lub 106 KM z opcjonalną aluminiową głowicą i stopniem sprężania 8:1. Dostępny był również pakiet Twin H-Power składający się z dwóch jednogardzielowych gaźników, zwiększający moc do 112 lub 114 KM. Moc przenoszona była na oś tylną poprzez standardową 3-biegową skrzynię biegów, ewentualnie z nadbiegiem lub opcjonalną skrzynię automatyczną Hydra-Matic. Dostępne było kilka przekładni głównych w zależności od wyboru, standardowa przy mechanicznej skrzyni biegów miała przełożenie 4,1:1. Bazowa wersja Jet miała ogumienie o rozmiarach 5,9 × 15, a wyższe wersje 6,4 × 15.
Przyspieszenie do 97 km/h według testów ze skrzynią automatyczną i pakietem Twin H-Power wynosiło 14,6 s, prędkość maksymalna ok. 152 km/h, a czas startu na 1/4 mili: 19,6 s, co było jednymi z lepszych wskaźników w tym czasie. Zdaniem niektórych autorów Jet z pakietem Twin H-Power był przodkiem amerykańskich muscle cars – niewielkich samochodów wyposażonych w mocny silnik. Według producenta Jet w każdej wersji miał najwyższy stosunek mocy do masy w tanim segmencie rynku amerykańskiego, a z pakietem Twin H-Power odwoływał się do sportowej reputacji modelu Hudson Hornet. W ankiecie „Popular Mechanics”, 68% użytkowników oceniło samochód jako doskonały, a 23% jako dobry. Wśród głównych wymienianych zalet było prowadzenie i manewrowość, a także osiągi. Jak na standardy amerykańskie, samochód miał mniejszą ilość miejsca na nogi z tyłu, ale obszerną kabinę, z kanapami szerokości 147 cm na wysokości bioder.

### Sprzedaż
W pierwszym 1953 roku modelowym wyprodukowano 21 143 samochody, a ich ceny bazowe wynosiły od 1858 (Jet coupe) do 1954 dolarów. Ceny odpowiadały poziomem Willysowi Aero i były niższe od Ramblera (niewystępującego jeszcze jako sedan), ale zarazem wyższe od większych pełnowymiarowych sedanów trójki wielkich koncernów popularnego segmentu, w najlepszych wersjach wykończenia. Przekładało się to na niewielką popularność samochodów kompaktowych, za wyborem których nie przemawiały jeszcze wtedy względy ekonomiczne. Sprzedaż Hudsona była przy tym o około 1/3 niższa od Ramblera i o połowę od Willysa, aczkolwiek większa od tańszego kompaktu Henry J Corsair. W 1954 roku modelowym wyprodukowano już tylko 14 224 sztuki, w tym około 2000 w wersji Jet-Liner. Ich ceny bazowe sięgały tym razem od 1621 dolarów za dwudrzwiowy sedan Jet Family Club przez 1858 za czterodrzwiowy sedan Jet do 2057 dolarów za czterodrzwiowy Jet-Liner.
Mimo nadziei Hudsona sprzedaż nie pokryła wysokich kosztów opracowania samochodu, co przyspieszyło upadek marki (w publikacjach podaje się koszt 12 do 16 milionów dolarów). Stylistyka Jeta bywała oceniana jako mało atrakcyjna, odbiegająca pod tym względem od dużych samochodów Hudsona – był on dość wysoki, lecz skrócony, co sprawiało, że miał gorsze proporcje od pełnowymiarowych Fordów, do których był podobny. Szef stylistów Hudsona Frank Spring proponował bardziej odważną stylistykę, lecz prezes firmy A. Barit przeforsował ostateczny zachowawczy projekt samochodu, w którym można było siedzieć w kapeluszu. W październiku 1954 roku zaprzestano produkcji własnych modeli marki Hudson z uwagi na wejście w skład koncernu American Motors i skupienie produkcji dla oszczędności w dawnych zakładach firmy Nash Motors. Model Jet został zastąpiony w następnym roku przez Ramblera, sprzedawanego również pod marką i ze znakami firmowymi Hudson.
Płytę podłogową Jeta i jego silnik wykorzystywał wytwarzany jednostkowo w 1954 roku luksusowy samochód sportowy Hudson Italia.

## Dane techniczne
- R6 3,3 l (3303 cm³), 2 zawory na cylinder, SV
- Układ zasilania: gaźnik jednogardzielowy Carter[7]
- Średnica cylindra × skok tłoka: 76,2 mm × 120,65 mm[7]
- Stopień sprężania: 7,5:1 lub 8,0:1[7]
- Moc maksymalna: 104 / 106 / 112 / 114 KM[c] (78 / 79 / 84 / 85 kW) przy 4000 obr./min[7]
- Maksymalny moment obrotowy: 252 N•m przy 1800 obr./min (moc 114 KM)[12]

- Zawieszenie przednie: niezależne: wahacze poprzeczne, sprężyny śrubowe, amortyzatory podwójnego działania[5]
- Zawieszenie tylne: zależne: ukośne resory półeliptyczne, amortyzatory podwójnego działania[5]

 Osiągi 
- Przyspieszenie 0-97 km/h: 14,7 s (moc 114 KM)[8]
- Czas przejazdu pierwszych 400 m (1/4 mili): 19,6 s (moc 114 KM)[8]
- Prędkość maksymalna: 152 km/h (moc 114 KM)[8]
- Zużycie paliwa: w trasie ok. 11 l/100 km (ok. 21 mpg)[8]